# Louisville
Louisville er Kentuckys største by og den 28. største by i USA. Byen blev grundlagt i 1778 og er opkaldt efter den franske konge Ludvig XVI.
Byen har 246.161 (2020) indbyggere og med forstæder ca. 1.200.000. Louisville ligger i Jefferson County, midt-nord i delstaten på grænsen til Indiana og nær Ohiofloden.
Blandt andre Muhammad Ali og Disney-tegneren Don Rosa kommer fra Louisville.